# 武汉地铁集团

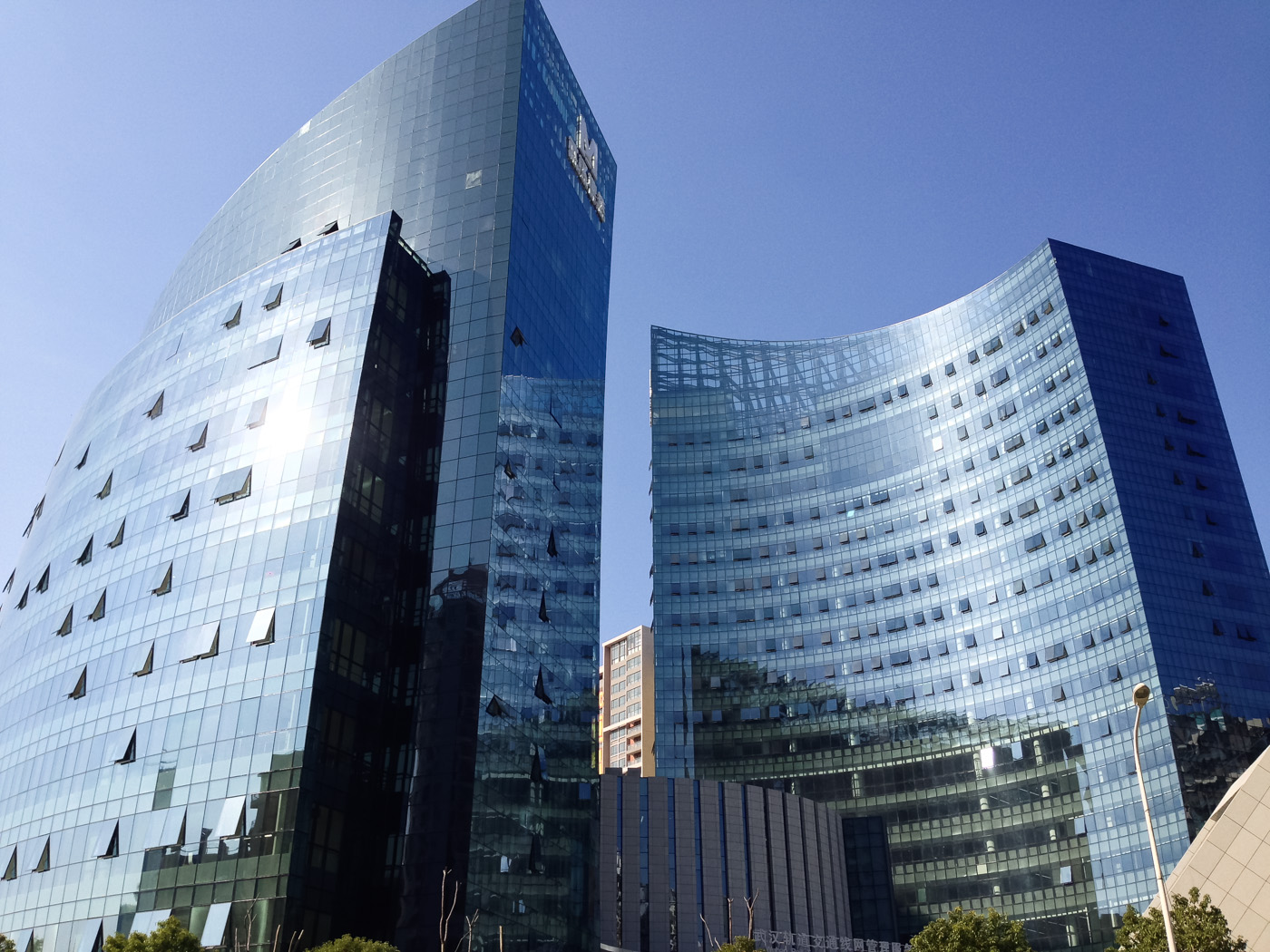
武汉地铁集团新总部大楼

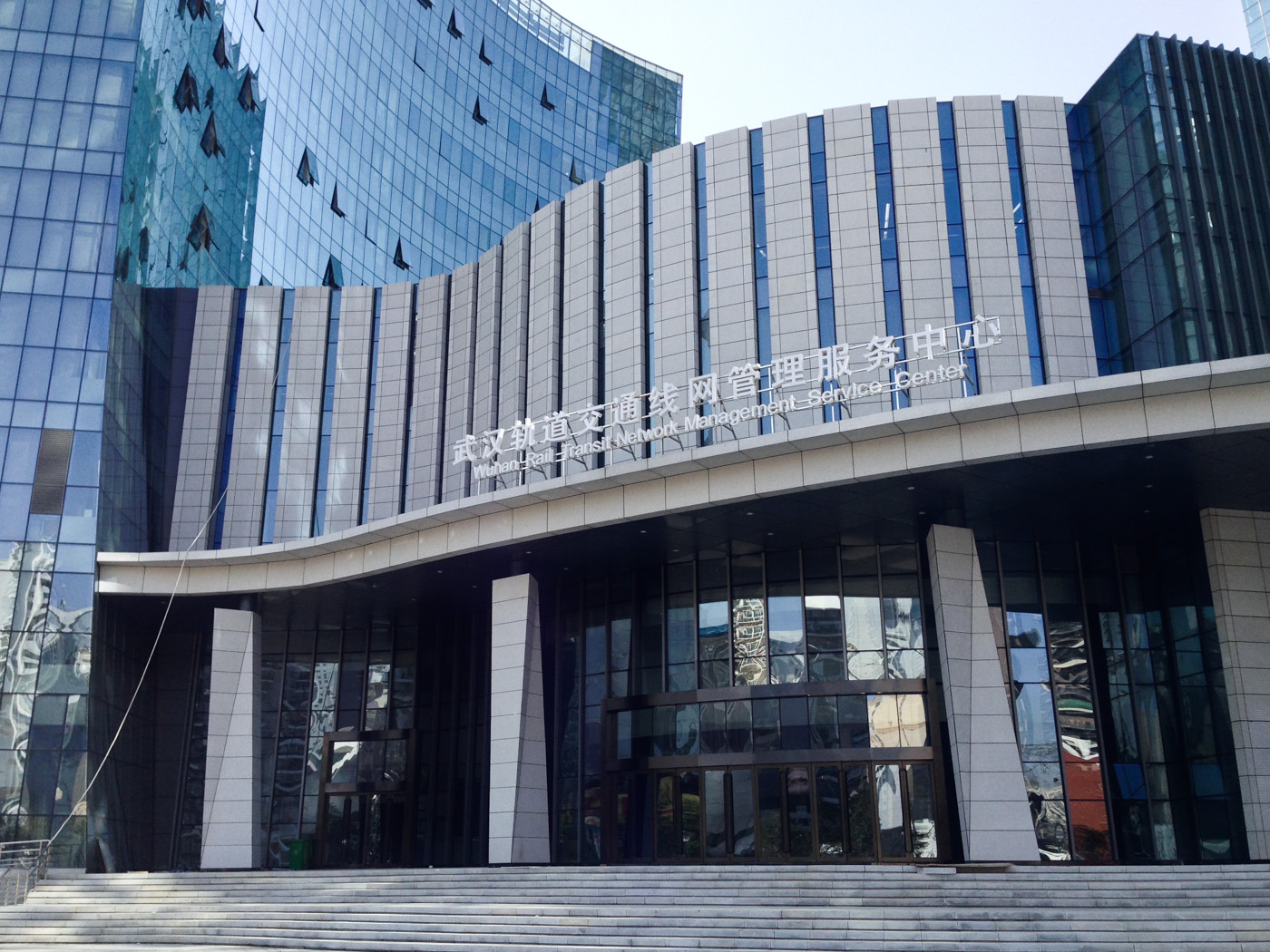
新总部大楼

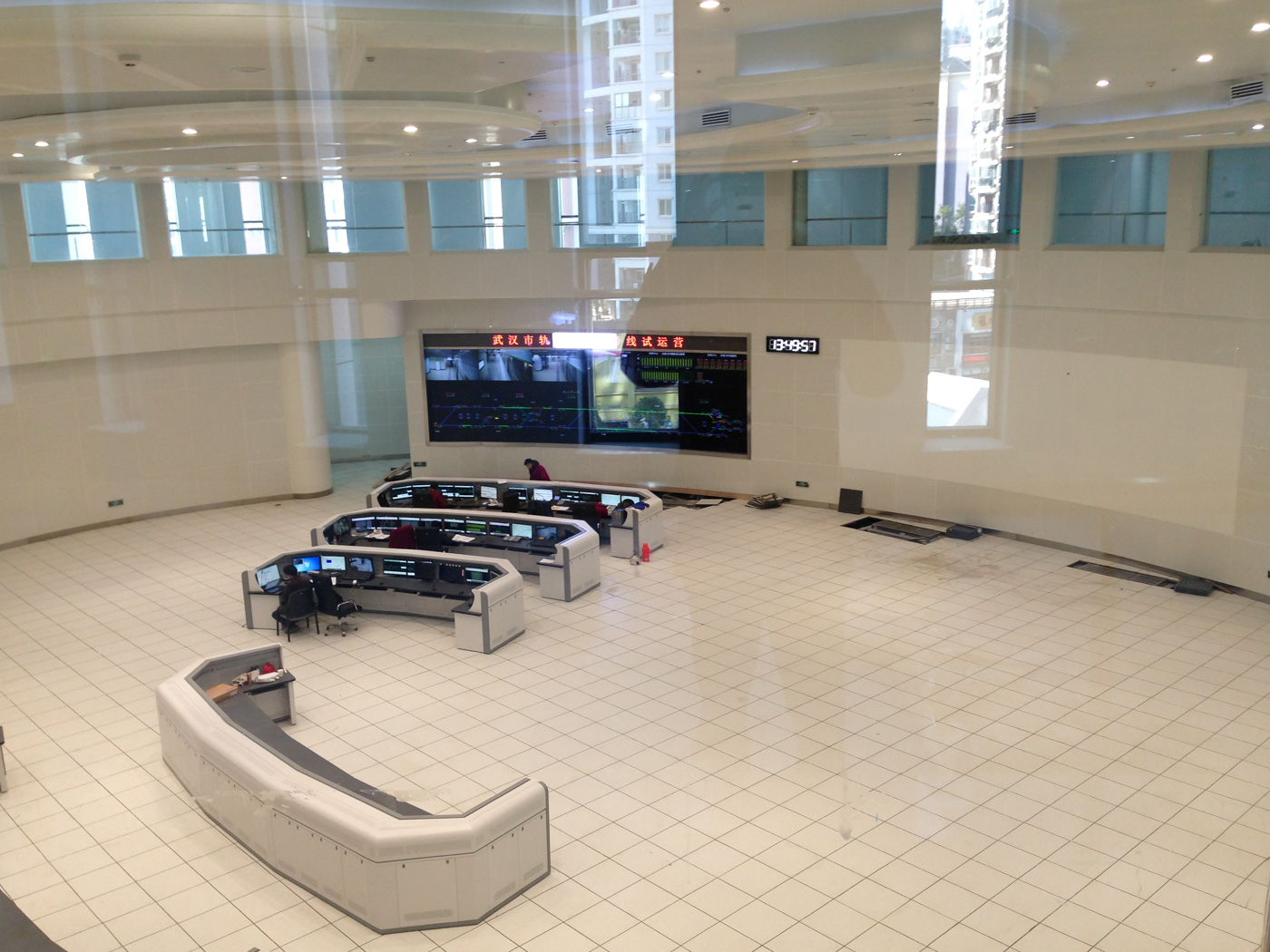
控制大厅

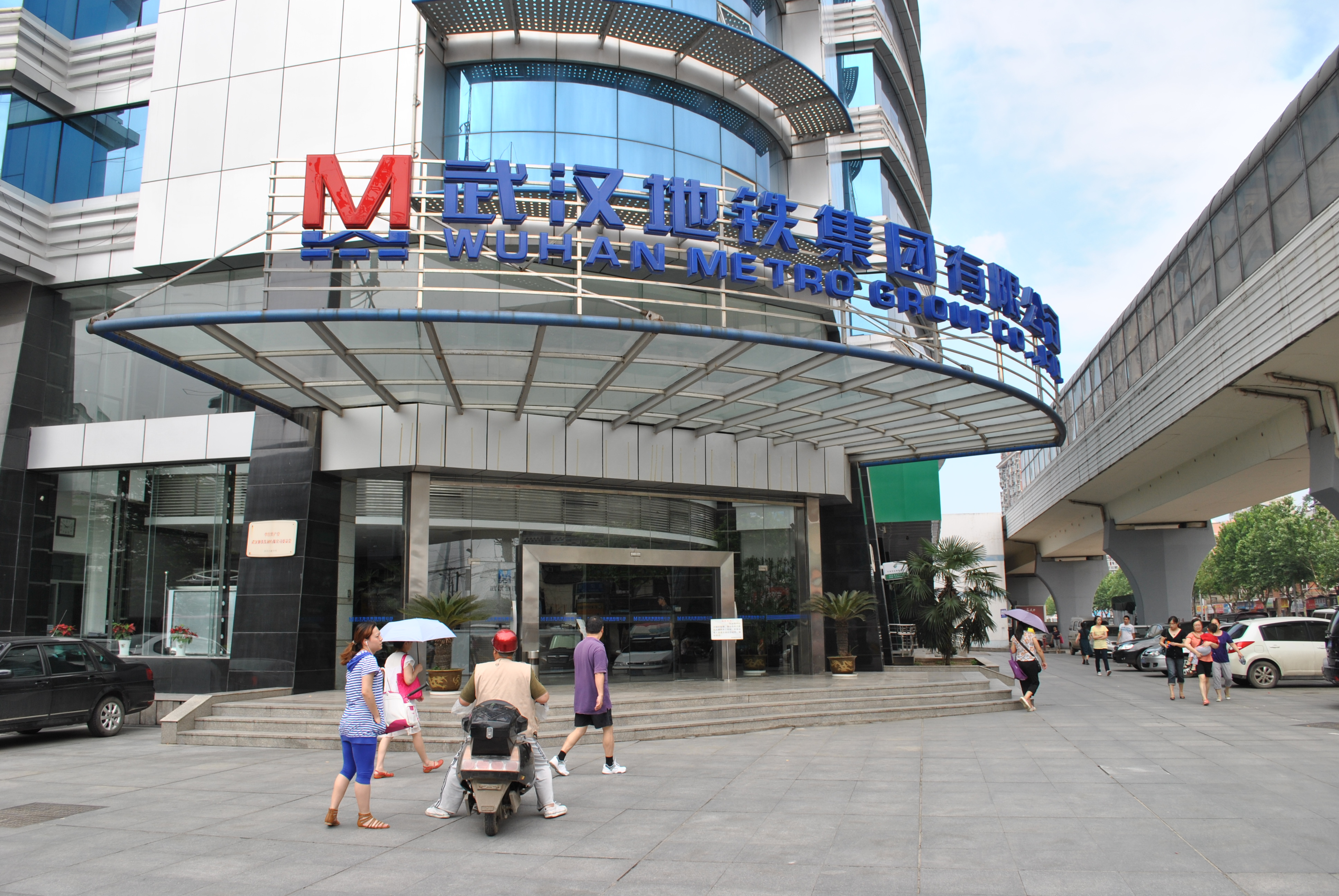
武汉地铁集团旧总部

武汉地铁集团有限公司也称武汉地铁公司或者武汉地铁集团。是武汉市的大型国有独资企业，承武汉市委、市政府指派，负责武汉轨道交通的运营。公司注册资金88亿元，截至2018年12月31日總資産3007.13億，負債2041.08億人民幣，共營運9條線路，318公里。

## 历史
武汉地铁集团有限公司成立于2007年5月15日。取代武汉市轨道交通有限公司的工作，运营之前已经开通的武汉地铁1号线（武汉轻轨）一期线路，并负责武汉市地铁线路的建设与运营。
武汉地铁集团有限公司的历史可追溯到1992年武汉市政府成立的武汉市轨道交通建设办公室和武汉市轨道交通建设公司。1993年7月，武汉市成立轨道交通建设领导小组。2000年10月，武汉市成立武汉市轨道交通有限公司。

## 线路
武汉地铁集团运营武汉市境内的所有地铁线路。

## 运量
截止2011年7月6日在一号线单线运营的情况下，日均客流量超过了22万人次，年客运量7300万人次。1号线单线脱网日最高客流量约40万人次。
2013年9月30日，武汉城市轨道交通1、2号线客流总数高达95.98万人次，其中1号线313076人次，2号线为646732人次。刷新了全线网和二号线的客流记录。

## 历任总经理

### 历任董事长
- 涂和平（2007年至2013年）
- 刘玉华（2013年至2016年）
- 周少东（2016年至2019年）
- 张军（2019年至今）

### 历任总经理
- 刘玉华（2007年至2013年）
- 周少东（2013年至2016年）
- 姚春桥（2017年至今）